# Makedonți, Kărdjali
Makedonți (în bulgară Македонци) este un sat în comuna Kărdjali, regiunea Kărdjali,  Bulgaria. 

## Demografie
Componența etnică a satului Makedonți
     Turci (97,58%)
     Nicio identificare (2,41%)
     Altele (0%)
La recensământul din 2011, populația satului Makedonți era de 124 locuitori. Din punct de vedere etnic, majoritatea locuitorilor (97,58%) erau turci. Pentru 2,41% din locuitori nu este cunoscută apartenența etnică.